# Espacio marino de los Islotes Litorales de Murcia y Almería
Espacio marino de los Islotes Litorales de Murcia y Almería este o arie protejată (arie de protecție specială avifaunistică — SPA) din Spania întinsă pe o suprafață de 12.335 ha, integral marine.

## Localizare
Centrul sitului Espacio marino de los Islotes Litorales de Murcia y Almería este situat la coordonatele 37°20′18″N 1°37′56″W / 37.3384°N 1.6321°V.

## Înființare
Situl Espacio marino de los Islotes Litorales de Murcia y Almería a fost declarat arie de protecție specială avifaunistică în iulie 2014 pentru a proteja 13 specii de animale.

## Biodiversitate
Situată în ecoregiunile marină mediteraneană și mediteraneană, aria protejată nu include niciun habitat protejat.
La baza desemnării sitului se află mai multe specii protejate de  păsări (13): alca (Alca torda), Calonectris diomedea, chirighiță neagră (Chlidonias niger), Hydrobates pelagicus, Larus audouinii, pescăruș negricios (Larus fuscus), pescăruș-cu-cap-negru (Larus melanocephalus), Larus michahellis, pescăruș râzător (Larus ridibundus), Puffinus mauretanicus, chiră de baltă (Sterna hirundo), chiră mică (Sternula albifrons), chiră de mare (Thalasseus sandvicensis).